# Kajetan
Kajetan je moško osebno ime.

## Izvor imena
Ime Kajetan izhaja iz latinskega imena Caietanus s prvotnim pomenom »gaetanski« to je iz mesta Gaeta, nekdaj rimskega pristanišča Portus Caietae pri Neaplju.

## Različice imena
- ženski različici imena: Kaja, Kajetana

## Tujejezikovne oblike imena
- pri Čehih: Kajetán
- pri Srbih, Bosancih: Kajo
- pri Francozih: Gaétan
- pri Italijanih, Madžarih, Slovakih: Gaetano
- pri Nemcih, Poljakih: Kajetan
- pri Špancih: Cayetano
- pri Portugalcih: Caetano

## Pogostost imena
Po podatkih Statističnega urada Republike Slovenije je bilo na dan 31. decembra 2007 v Sloveniji število moških oseb z imenom Kajetan: 41.

## Osebni praznik
V koledarju je ime Kajetan zapisano 7. avgusta (Kajetan, red. ustanovitelj, † 7. avg. 1547).

## Zanimivost
Po pristanišču Gaeta je nastal izraz gaeta za »posebno ribiško barko, ki so jo uporabljali v vodah Gaete«.

## Znani nosilci imena
- Kajetan Ahačič - industrialec v 19. stoletju
- Kajetan Bajt - amaterski igralec
- Kajetan Burger - violinist
- Kajetan Čop - lutkar
- Damir Kajetan Feigel - primorski kulturnik, književnik, humorist
- Kajetan Kovič - slovenski pisatelj, pesnik, urednik, prevajalec, akademik
- Kajetan Gantar starejši - profesor in publicist
- Kajetan Gantar - slovenski klasični filolog in prevajalec, akademik
- Kajetan Hueber - duhovnik, pisatelj, pesnik (19. stoletje)
- Kajetan Kavčič - inženir, bibliotekar, direktor CTK
- Kajetan Kravos - naravoslovni fotograf
- Kajetan Popotnik - usmiljeni brat, prior, upravnik novomeške bolnišnice
- Kajetan Rechbach
- Kajetan Stranetzky
- Kajetan Tienski (Gaetano da Tiene) - ustanovitelj teatincev, svetník
- Kajetan Zupan - zabavnoglasbeni kitarist in radijski urednik